# Shigatse

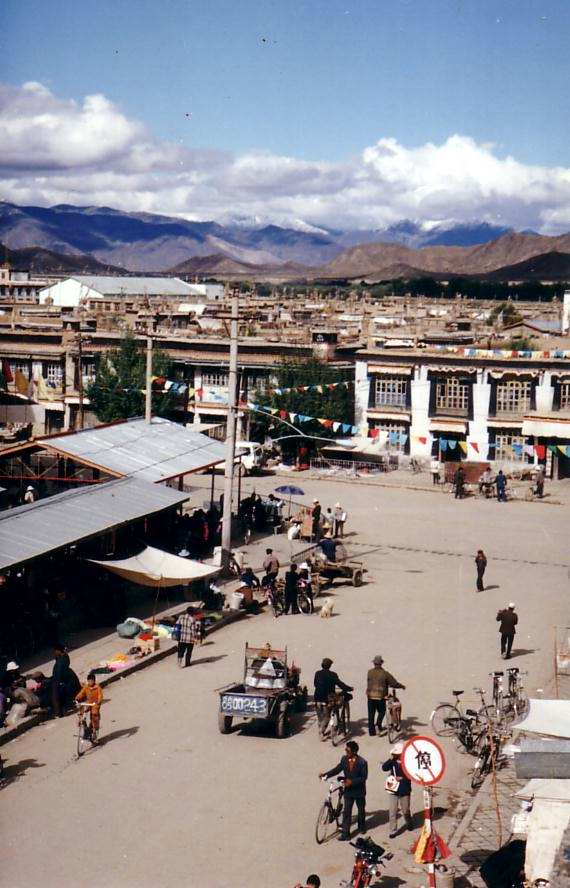
Vista do centro de Shigatse

Shigatse ou Rikaze (também Xigazê, Shikatse ou Zhigatsey; em chinês simplificado: 日喀則; chinês tradicional: 日喀则; em tibetano: གཞིས་ཀ་རྩེ་), é uma cidade da região autônoma do Tibete, na China, sede administrativa do distrito de Shigatse. É a segunda maior cidade do Tibete, com cerca de 80 mil habitantes, e se localiza a cerca de 250 km a sudeste de Lhasa. A cidade possui o grande Mosteiro de Tashilhunpo, fundado em 1447 pelo primeiro Dalai Lama, e é hoje a sede do Panchen Lama.